# Edward Makuka Nkoloso
Edward Makuka Nkoloso (1919–1989) byl zambijský učitel, odbojář a zakladatel Zambijské národní akademie vědy, kosmického výzkumu a filozofie. Proslavil se zejména svým pokusem o založení zambijského vesmírného programu, jeho astronauti známí jako „afronauti“ se stali častým motivem několika pozdějších uměleckých děl a dokumentárních filmů.

## Život
Narodil se v roce 1919 v severní části tehdejší Severní Rhodesie jako Edward Festus Mukuka Nkoloso.
Během druhé světové války byl odveden do pluku Severní Rhodesie a nakonec sloužil jako seržant v signálním sboru. Po válce se stal překladatelem pro severorhodeskou vládu. Byl také učitelem na základní škole, sám otevřel novou školu, kterou však byla údajně zavřena britskými úřady. Následně se zapojil do národního odbojového hnutí, za což byl v letech 1956 a 1957 zatčen a vězněn. Po propuštění byl jmenován bezpečnostním úředníkem Sjednocené národní strany nezávislosti. V roce 1960 založil Zambijskou národní akademii vědy, vesmírného výzkumu a filozofie. V roce 1964 se účastnil ústavního konventu.

## Vesmírný program
Od roku 1960 až do období po roce 1969 se „vesmírný program“ , jemuž Nkoloso velel, snažil uskutečnit vypuštění rakety, která by vyslala sedmnáctiletou Mathu Mwambwa spolu se dvěma kočkami na Měsíc. Existovaly rovněž plány pro cestu na Mars. Nkoloso si přál překonat kosmické programy Spojených států a Sovětského svazu v době vrcholícího vesmírného závodu.
K výcviku tzv. „afronautů“ (astronautů) zřídil Nkoloso provizorní centrum na opuštěné farmě vzdálené 11 kilometrů od Lusaky, kde byli účastníci výcviku spouštěni ze svahu v ocelovém sudu o objemu 200 litrů. Podle Nkolosa je tento způsob měl připravit na pocity beztíže jak při kosmickém letu, tak při následném návratu do atmosféry. Dále byla používána houpačka z pneumatiky, která měla astronautům simulovat stav beztíže. Pojem Afronauti, vytvořený samotným Nkolosem, označuje účastníky tohoto programu, jehož ambicí bylo nejen přivést Zambii, avšak celý africký kontinent do vesmíru.
Nkoloso prohlašoval, že cílem programu bylo zřízení křesťanské misie u „primitivních“ Marťanů a naděje, že se Zambie stane „vládcem sedmého nebe mezihvězdného prostoru“. Přesto údajně misionáři, který se účastnil programu, nařídil, aby původní marťanské obyvatelstvo ke křesťanství nenutil.
Raketa, nazvaná D-Kalu 1 podle zambijského prezidenta Kennetha Kaundy, měla tvar válce o rozměrech 3 x 2 metry, Nkoloso tvrdil, že byla vyrobena z „kosmicky odolného“ hliníku a mědi. Plánované datum startu mise připadalo na Den nezávislosti Zambie, 24. října 1964, odpal měl proběhnout ze stadionu nezávislosti, avšak vypuštění mu bylo údajně zamítnuto jako nevhodné.
Uvádí se, že pro podporu svého vesmírného programu následně požádal organizaci UNESCO o grant ve výši 7 000 000 zambijských liber, o grant ve výši 1,9 miliardy amerických dolarů údajné také požádal nejmenované „soukromé zahraniční zdroje“. Ministerstvo energetiky, dopravy a spojů však údajně uvedlo, že tyto žádosti nebyly učiněny jménem státu Zambie.
Prezident Kenneth Kaunda v rozhovoru z roku 2016 o Nkolosově kosmickém programu prohlásil: „Nebyla to skutečná záležitost… bylo to spíše pro zábavu než pro cokoliv jiného.“

### Následky
Nkoloso uvedl, že jeho program ztroskotal kvůli nedostatku finančních prostředků, těhotenství astronautky Mathy Mwambwa a jejímu následnému odchodu z programu, kdy se vrátila ke svým rodičům, a rovněž kvůli problémům s morálkou vyvolaným pozorností médií. Tvrdilo se také, že raketa byla sabotována „zahraničními subjekty“. Zambijská vláda se od Nkolosovy iniciativy distancovala.

## Život po programu
Nkoloso se neúspěšně ucházel o funkci starosty zambijského hlavního města Lusaky, přičemž kladl důraz zejména na vědecký pokrok. Prezident Kaunda jej následně jmenoval do čela Liberation Center (Centra osvobození), hnutí usilujícího o regionální svobodu. Nkoloso se alespoň v jednom případě veřejně vyslovil pro podporu tradičních léčitelů ze strany vlády, tvrdil, že by měli stát po boku lékařů, a že představují protilátku proti křesťanství, které podle něj poškodilo africké léčitelské dovednosti, on sám se však k praktikování čarodějnictví nehlásil. V roce 1972 odešel do důchodu.
V roce 1983 získal právnický titul na Zambijské univerzitě. Byl také vyznamenán ruskou jubilejní medailí Čtyřicet let vítězství ve Velké vlastenecké válce 1941–1945. Působil rovněž jako předseda Sdružení veteránů ve Ndole (Ndola Ex-servicemen's Association) a byl jmenován čestným plukovníkem armády. Zemřel 4. března 1989, pohřben byl s prezidentskými poctami.

## V kultuře
V roce 2012 byla vlastním nákladem Cristiny De Middelové vydána fotografická publikace s názvem Afronauts, připomínající události mise. O misi pojednával také krátkometrážní nezávislý film s názvem Afronauts, režírovaný Nuotamou Bodomo, jenž měl premiéru na filmovém festivalu Sundance v roce 2014.
V roce 2014 byl Nkoloso ztvárněn ve filmu Nkoloso the Afronaut, představeném na Ugandském filmovém festivalu 2014. On a Matha se také objevují jako postavy v románu Namwali Serpellové The Old Drift, který vyšel v roce 2019.